# Ferdinand Pálffy z Erdődu
Ferdinand Pálffy z Erdődu (25. ledna 1619 Vídeň – 31. října 1680 Košice) byl uherský šlechtic z rodu Pálffyů, od roku 1636 povýšený do hraběcího stavu, biskup čanádský a jágerský, župan Hevešského kraje.

## Život
Narodil se jako syn Jana II. Pálffyho z Erdődu, strážce koruny a dědičného župana Komárenského kraje.
Středoškolská studia absolvoval na jezuitském gymnáziu v Trnavě a teologická studia absolvoval v Římě a Štýrském Hradci. Na kněze byl vysvěcen na Bílou sobotu roku 1671. Na vlastní žádost byl propuštěn z jezuitského řádu a stal se světským knězem.
V roce 1672 ho král Leopold I. jmenoval do funkce titulárního biskupa v Čanádu a se souhlasem papeže Klementa X. byl v roce 1673 vysvěcen na biskupa. V době, kdy jeho diecéze byla pod tureckou okupací, pověřil ho ostřihomský arcibiskup a uherský primas Juraj Pohronec-Slepčiansky správou farností bratislavsko-trnavské diecéze. V Trnavě podporoval výstavbu katedrály svatého Jana Křtitele.
V roce 1678 jej král přeložil do diecéze v Jágeru, kde v letech zastával biskupský úřad až do své smrti v roce 1680.
Podle své závěti byl pohřben v jezuitském kostele Nejsvětější Trojice v Košicích.

## Spis
- Directorium Ecclesiasticum seu Ordo perpetuus recitandi officium. Nagyszombat, 1674

## Prameny
- Fáy Zoltán: Pálffy Ferdinánd végrendelete. Magyar Nemzet, (2004. nov. 6.)
- Szederkényi Nándor: Heves vármegye története. Érseki Lyceum Könyvnyomda. Eger: (kiadó nélkül). 1890.
- Magyar katolikus lexikon I–XV. Főszerk. Diós István; szerk. Viczián János. Budapest: Szent István Társulat. 1993–2010. Pálffy Ferdinánd

| Předchůdce: František III. Szegedy | Znak z doby nástupu | biskup jágerský 1681–1686 | Znak z doby konce vlády | Nástupce: Petr IV. Korompay |